# Monasterevin
Monasterevin (en gaèlic irlandès Mainistir Eimhín) és una vila d'Irlanda, al comtat de Kildare, a la província de Leinster. Es troba als marges del riu Barrow i del Gran Canal. La seva població és de 3.710 habitants segons el cens de 2011.
Situat a 63 km de Dublín a la carretera R445, Monasterevin ha estat rellevat de molt trànsit a través de l'obertura en 2004 d'una nova secció de l'autopista M7 sense passar per la ciutat a la carretera N7 de Dublin en ruta a Limerick. Monasterevin està ben comunicat per ferrocarril, amb trens de Dublín cap al sud-oest (Cork, Limerick i Tralee) i l'oest (Galway i Mayo), tots al servei de la ciutat.
Monasterevin és una vila petita, amb cases d'estil georgià, en una extensió plana del territori, i ocupa una corba en angle recte al riu Barrow, ja que canvia la direcció d'est a sud.
A causa del seu inusual nombre de ponts, i l'arribada a 1786 del Gran Canal, la ciutat és coneguda a vegades com "la Venècia d'Irlanda"

## Història
La terra, de pastoral a pantanosa, rep el seu nom del Monestir de Sant Eimhin (Evin), que va ser construït al segle vi. Això va donar lloc al segle xii a una casa dedicada a la Santíssima Mare de Déu per Dermot O'Dempsey, príncep d'Offaly, l'abat mitrat de la qual gaudia d'escó com a baró al Parlament irlandès. Aquesta casa va desaparèixer i en el seu lloc es va construir l'abadia de Moore en 1607, que va ser modernitzada en 1846 i va ser la seu dels comtes de Drogheda a partir del segle xviii. John McCormack el famós tenor irlandès, va llogar la casa durant 9 anys el 1936. L'abadia és ara un convent, pertanyent a les Germanes de la Caritat de Jesús i Maria.